# Tournoi de tennis de Hurlingham
Le tournoi de Hurlingham (Londres, Angleterre), également connu comme London Hardcourt Championships est une compétition féminine de tennis disputée sur terre battue.

## Palmarès

### Simple
| No | Date       | Nom et lieu du tournoi                        | Catégorie  | Dotation | Surface      | Vainqueure           | Finaliste      | Score    |         |
| -- | ---------- | --------------------------------------------- | ---------- | -------- | ------------ | -------------------- | -------------- | -------- | ------- |
| 1  | 29-04-1968 | London Hardcourt Championships, Hurlingham    |            | NC       | Terre (ext.) | Margaret Smith Court | Virginia Wade  | 6-3, 6-2 | Tableau |
| 2  | 12-05-1969 | London Hardcourt Championships, Hurlingham    |            | NC       | Terre (ext.) | Margaret Smith Court | Mary-Ann Eisel | 7-5, 6-1 | Tableau |
| 3  | 10-05-1971 | Bio-Strath London Hard Court Open, Hurlingham | Grand Prix | 12 360 $ | Terre (ext.) | Margaret Smith Court | Françoise Dürr | 6-0, 6-3 | Tableau |

### Double
| No | Date       | Nom et lieu du tournoi                       | Catégorie  | Dotation | Surface      | Vainqueures                        | Finalistes                            | Score    |         |
| -- | ---------- | -------------------------------------------- | ---------- | -------- | ------------ | ---------------------------------- | ------------------------------------- | -------- | ------- |
| 1  | 29-04-1968 | London Hardcourt Championships Hurlingham    |            | NC       | Terre (ext.) | Margaret Smith Court Virginia Wade | Annette Van Zyl Pat Walkden           | Partage  | Tableau |
| 2  | 12-05-1969 | London Hardcourt Championships Hurlingham    |            | NC       | Terre (ext.) | NC                                 | NC                                    | NC       | Tableau |
| 3  | 10-05-1971 | Bio-Strath London Hard Court Open Hurlingham | Grand Prix | 12 360 $ | Terre (ext.) | Rosie Casals Billie Jean King      | Margaret Smith Court Evonne Goolagong | 6-1, 6-4 | Tableau |